# Alfrid z Nortumbrii
Alfrid z Nortumbrii, Alchfrithus, Alchfrido, Ahlfrith (żył w VII wieku) - władca anglosaskiego królestwa Deiry w latach 655-664.
Alfrid był synem potężnego bretwalda Oswiu i jego drugiej żony Rieinmellt, pochodzącej z brytyjskiego plemienia Rheged. Na początku lat 50. VII wieku z polecenia ojca poślubił mercyjską księżniczkę Kineburgę. Brat Kineburgi, Peada, poślubił wówczas siostrę Alfrida, Ealflaedę. Oba te małżeństwa miały na celu wzmocnienie władzy Oswiu poprzez sojusz dynastyczny z Mercją. Nie zachowały się żadne informacje o ewentualnym potomstwie tej pary.
Oswiu miał wielkie problemy z akceptacją swojej osoby jako władcy Deiry, będącej częścią Nortumbrii, której był królem, przez jej mieszkańców. Początkowo umieścił więc na tronie swego bratanka, Etelwalda, ten jednak wystąpił przeciw wujowi i przyłączył się do armii Pendy z Mercji, który najechał na Nortumbrię. Zreflektował się wprawdzie i w bitwie pod Winwaed wycofał swe wojska, jednak Oswiu nie wybaczył zdrady i usunął go z tronu, wyznaczając na jego miejsce swego syna Alfrida.
Alfrid był władcą zależnym od Oswiu. Dają się jednak zauważyć jego ciągoty separatystyczne. Kulminacją walki Alfrida o niezależność było sprzeciwienie się ojcu na synodzie w Whitby, gdzie sprzeciwił się Oswiu, stając się najgorętszym poplecznikiem biskupa Wilfryda, co opisał Beda w swym dziele "Historia ecclesiastica gentis Anglorum". Wcześniej niż ojciec odrzucił liturgię iroszkocką i opowiedział się po stronie obrządku łacińskiego. Oswiu ostatecznie poszedł w jego ślady, jednak, aby pokazać synowi jego miejsce, odrzucił jego prośbę o zezwolenie na pielgrzymkę do Rzymu, rozkazując mu pozostanie na miejscu i zajęcie się sprawami podległego mu kraju. Jest to zarazem ostatnia zachowana wzmianka o Alfridzie. Prawdopodobnie Oswiu zdecydował się w końcu odebrać mu władzę i ponownie zasiąść na tronie Deiry.